# Juncus ensifolius
Juncus ensifolius là một loài thực vật có hoa trong họ Juncaceae. Loài này được Wikstr. mô tả khoa học đầu tiên năm 1824.

## Hình ảnh

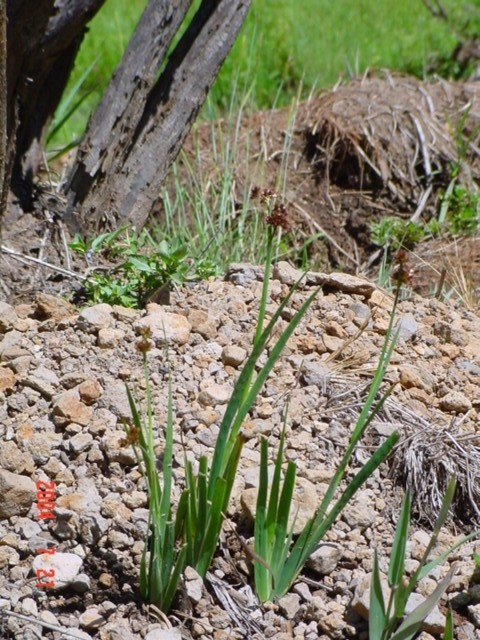
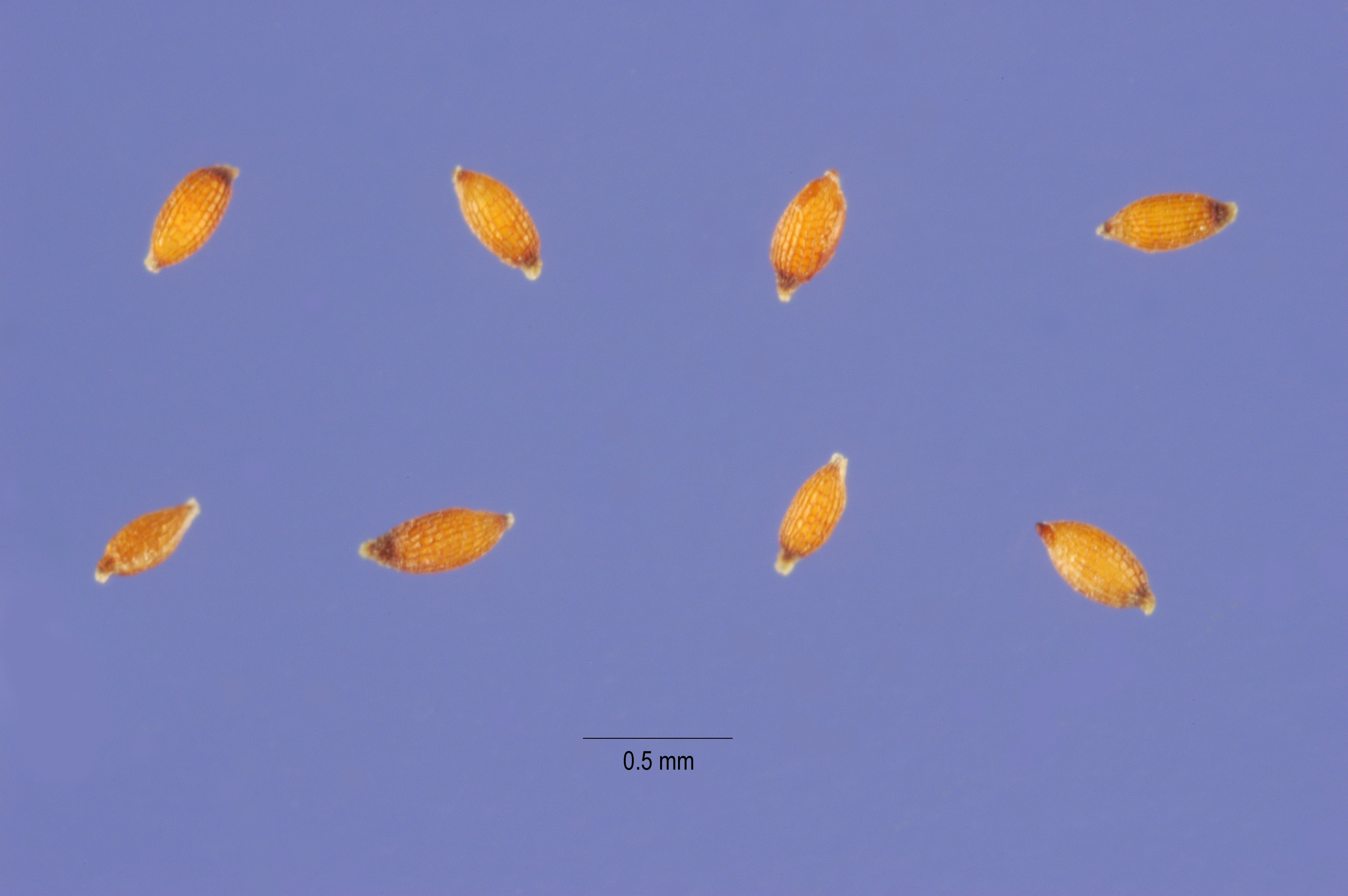
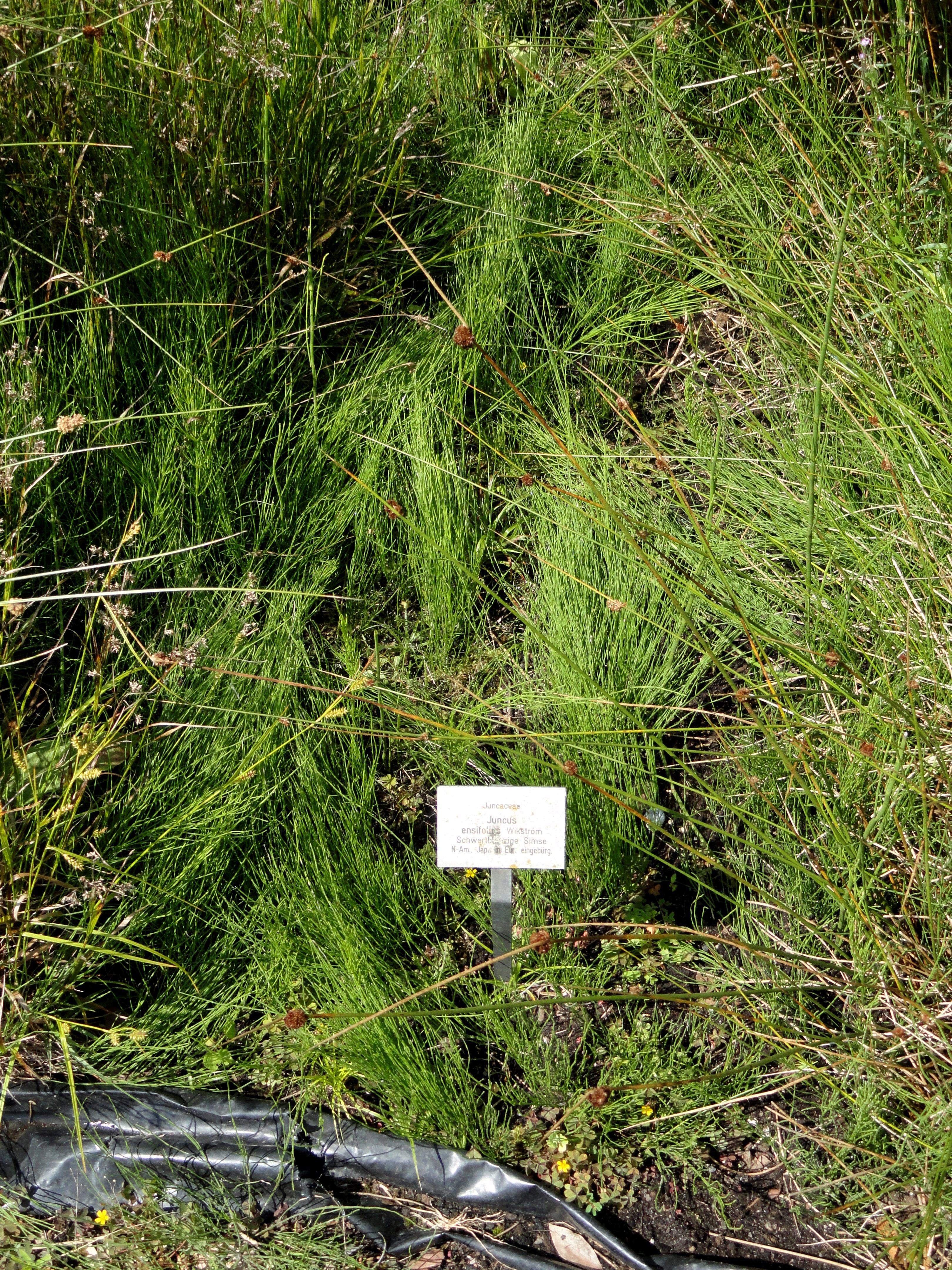
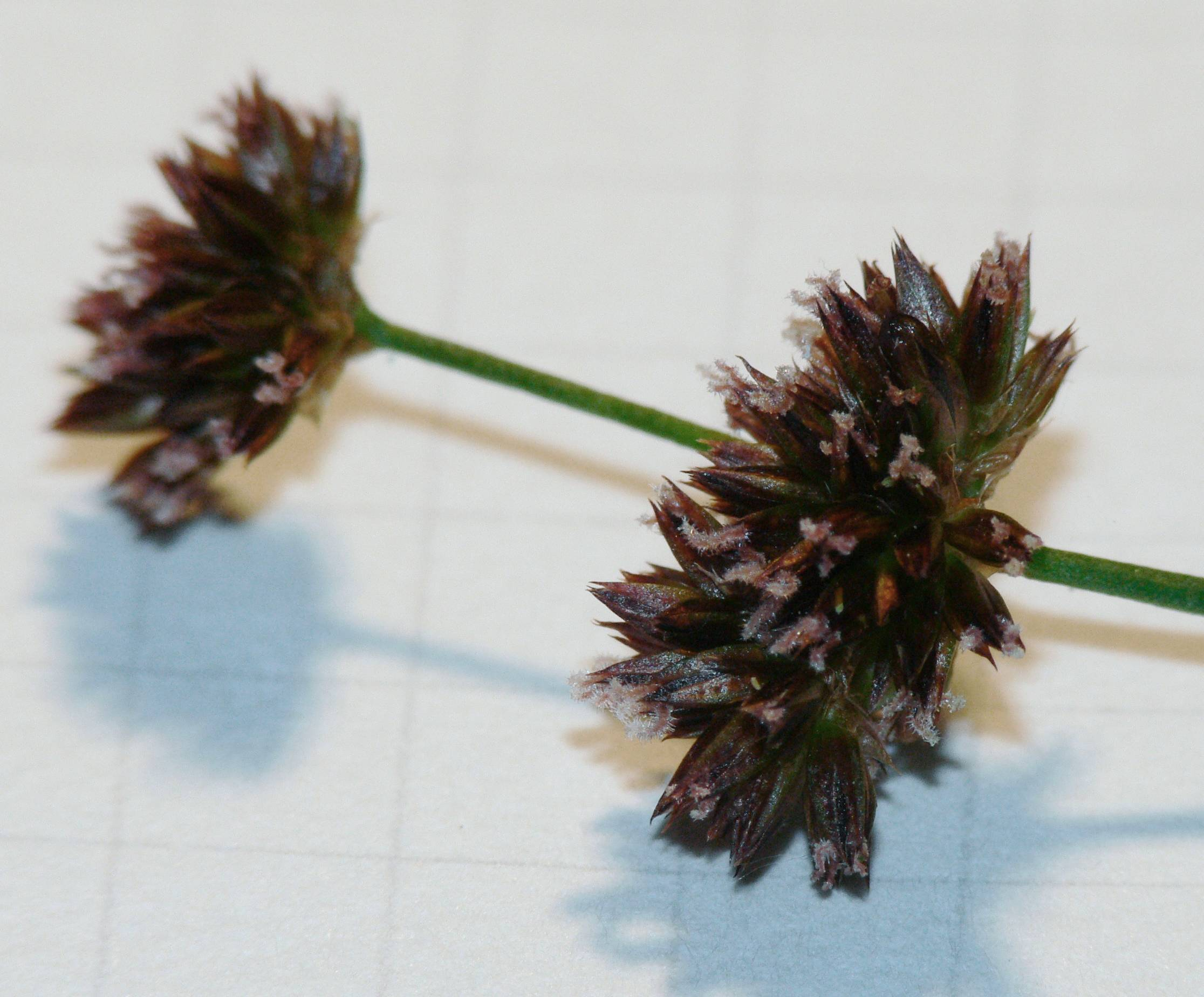